# Smilax wightii
Smilax wightii är en enhjärtbladig växtart som beskrevs av A.Dc. Smilax wightii ingår i släktet Smilax och familjen Smilacaceae. Inga underarter finns listade.